# Underground Legend 2
Underground Legend 2 – piąty studyjny (szósty w ogóle) album amerykańskiego rapera Lil’ Flipa. Teledysk do utworu „She Like My Swagger” ukazał się 5 grudnia, 2009 roku.

## Lista utworów
1. „I'm Back”
2. „4 Get Da Fame (Part. II)”
3. „Excellent”
4. „She Like My Swagger” (featuring Bobby Moon)
5. „Trunk Banging Hard”
6. „Nobody Understand Me”
7. „The Way We Ball (Part. II)” (featuring Big T)
8. „Stiletto Hoe” (featuring Shasta)
9. „Rent Due”
10. „Keep It 1000%”
11. „F.L.I.P. & N.O.T.E.” (featuring C-Note)
12. „Gettin' Chips” (featuring Redd)
13. „Don't Blame Me” (featuring J.B.)
14. „Pass Tha Ganja”
15. „12 Rulez” (featuring Shasta)
16. „My Better 1/2” (featuring Big T)
17. „It's A Fact (Part. II)”
18. „I Shoulda Listen (Part. II)”
19. „Hate A Little Louder” (featuring Chris-Sko)
20. „Make Papa & Dad Proud”
21. „Quette 'N Flip Outro"